# Serhij Rožok
Serhij Volodymyrovyč Rožok (in ucraino Сергій Володимирович Рожок?, traslitterazione anglosassone: Serhiy Volodymyrovych Rozhok; Slavutyč, 25 aprile 1985 – 24 gennaio 2024) è stato un calciatore ucraino, centrocampista o ala.

## Carriera
Iniziò nelle giovanili della Dinamo Kiev. Nel 2005 passò Tavrija e giocò anche per Hoverla CSKA Kiev Charkiv Desna Černihiv. Nel 2008 passò al Obolon' Kryvbas, Čornomorec', Minsk e Zirka. Durante l'invasione russa dell'Ucraina, Rozhok si arruolò nell'esercito ucraino. Morì durante una missione di combattimento il 24 gennaio 2024, all'età di 38 anni.